# Mulkkusaaret
Mulkkusaaret (en français : îles du Pénis) est un groupe de trois îles situées à Paltamo en Finlande.

## Géographie
Ces îles du lac Oulu situés à 5 km de  Melalahti (fi) appartiennent à la municipalité de Paltamo.